# EDF Energy
EDF Energy — це британська інтегрована енергетична компанія, що повністю належить французькій державній компанії EDF (Électricité de France), діяльність якої охоплює виробництво електроенергії та продаж природного газу та електроенергії для домівок і підприємств по всій території Сполученого Королівства. У ньому працюють 11 717 людей, і він обслуговує 5,22 мільйона рахунків юридичних і приватних клієнтів.

## Історія

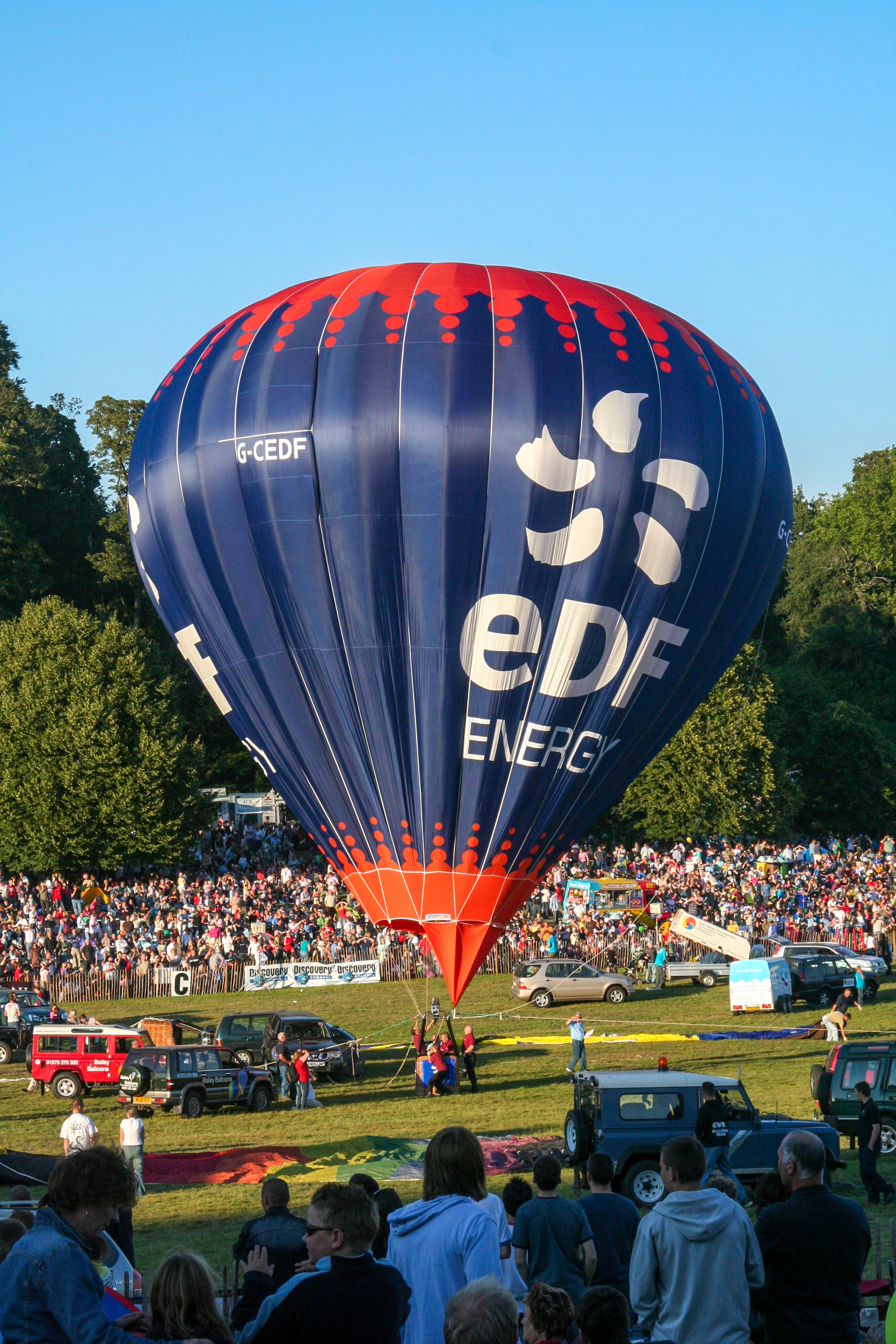
Повітряна куля, спонсорована EDF

EDF Energy Customers (торгується як EDF) повністю належить французькій державній компанії EDF  (Électricité de France) і була створена в січні 2002 року після придбання та злиття SEEBOARD plc (раніше South Eastern Electricity Board), Лондон. Electricity plc (раніше London Electricity Board або LEB), SWEB Energy plc (раніше South Western Electricity Board) і дві вугільні електростанції та газотурбінна електростанція комбінованого циклу.
У 2009 році EDF взяла під контроль атомний генератор у Сполученому Королівстві British Energy, викупивши акціонерний капітал у уряду. Це зробило EDF одним із найбільших генераторів у Великій Британії.
Відділення розвитку EDF було сформовано в квітні 2004 року, об’єднавши окремі інфраструктурні інтереси LE Group, SEEBOARD і SWEB. Відділення зосереджено на діяльності з розвитку через участь у великих нових інфраструктурних проектах, переважно в державному секторі через схеми державно-приватного партнерства (ДПП) і приватної фінансової ініціативи (ПФІ).

## Виробництво електроенергії

### Ядерна
Після придбання British Energy у 2009 році портфель EDF включає вісім атомних електростанцій. Це сім електростанцій з AGR реакторами (Dungeness B; Hinkley Point B; Hunterston B; Hartlepool; Heysham 1; Heysham 2 & Torness) і одна електростанція з PWR (Sizewell B), що становить близько 9000 електростанцій. МВт встановленої потужності.
У 2007 році EDF оголосила про свій намір побудувати до чотирьох нових реакторів EPR, два в Hinkley Point C (зараз планується почати роботу в 2025 році), два в Sizewell C і Bradwell B. EDF планує будувати та експлуатувати нові станції через свою дочірню компанію NNB Generation Company (NNB GenCo).
У серпні 2014 року компанія оголосила, що зупинила чотири з 15 своїх реакторів на вісім тижнів, щоб дослідити можливі тріщини в хребті котла.

### Вітряна
Станом на 2021 рік EDF володіє та управляє 37 вітровими електростанціями, включаючи берегову вітрову електростанцію з 59 турбінами в Доренеллі в Шотландії, і розробляє два офшорних вітряних електростанції в парку вітрових вітрів Кодлінг в Ірландії та Неарт-на-Гаойте в Шотландії. У компанії є плани щодо плавучої офшорної вітроелектростанції в Бліті та наземної вітроелектростанції Garn Fach з 22 турбінами в Уельсі.

### Сонячна
EDF розробляє, експлуатує та підтримує сонячні проекти. Sutton Bridge є першою сонячною електростанцією компанії масштабу мережі і становитиме приблизно 139 гектарів. У 2019 році EDF підписала угоду про встановлення сонячних панелей на дахах ряду найбільших магазинів Tesco в Англії.

### Викопного палива
EDF володіє та керує одним 2000 Вугільна електростанція MW, West Burton A Power Station, розташована поблизу Ретфорда в Ноттінгемширі . Виробництво на електростанції West Burton A завершиться у вересні 2022 року.

### Відсотки енергії
У період з квітня 2020 року по березень 2021 року відсоток електроенергії, виробленої EDF з кожного джерела, був таким: атомна – 62,1%, відновлювана – 29%, газ – 7,5%, вугільна – 1,3% із середньою інтенсивністю CO2  42 г CO2  екв/кВт-год.

## EDF Відновлювані джерела енергії
EDF Renewables у Великій Британії є спільним підприємством EDF Renewables Group та EDF.
У квітні 2017 року компанія EDF Renewable Energy у спільному підприємстві з EDF оголосила про введення в експлуатацію Corriemoillie (47,5 MW), Бек Берн (31 MW) і Закон Пірі (19.2 МВт) ВЕС. Beck Burn було відкрито в липні того ж року. Також у липні 2017 року EDF Renewables оголосила про придбання 11 шотландських вітрових електростанцій у компанії з управління активами Partnerships for Renewables з потенційною потужністю 600 МВт.